# Premier moteur
Le premier moteur (en latin : primum movens), ou moteur non mû (en grec ancien : ὃ οὐ κινούμενον κινεῖ, ho ou kinoúmenon kineî, « ce qui meut sans être mû »,), est un concept de philosophie métaphysique élaboré par Aristote. Ce moteur non mû, unique et immobile, d’abord en relation avec les mouvements circulaires des astres qu’il met en mouvement, a aussi été conçu par la suite, dans la théologie d’Aristote, comme transcendant et éternel, comme Dieu, et principe du mouvement de tout le reste, c’est-à-dire des âmes des êtres vivants terrestres.

## Concept

### Définition
Le premier moteur est un concept de la métaphysique d'Aristote. Ce concept est étudié uniquement dans le livre XII, section 6 à 10, de la Métaphysique, bien qu'il soit brièvement discuté dans le livre VIII de la Physique.
Il s'agit de la cause première du cosmos, c'est-à-dire de la cause qui a causé tous les effets subséquents ; en d'autres termes, il s'agit du « moteur » du cosmos. Ce moteur, toutefois, meut le monde sans être mû, contrairement à tous les autres moteurs.
Le premier moteur n'est pas en puissance, mais il est toujours en acte et n'est qu'acte, en ce sens que l'actualité (le fait d'être en acte) est la substance même du premier moteur. Aristote décrit le premier moteur comme ayant nécessairement ces autres caractéristiques : être immatériel, ne pas être mû, être simple (sans parties qui le composent), et être indivisible. Ainsi, au livre 12, Λ (lambda), de la Métaphysique, Aristote décrit le premier moteur comme « parfaitement beau, indivisible, contemplant la parfaite contemplation. »
Aristote associe ce concept à celui d'intellect agent (intelligence active) qui trouve ses racines dans les spéculations cosmologiques de certains des premiers philosophes grecs, les présocratiques.

### Démonstration
Si l'univers est éternel, il ne peut y avoir à son origine qu'une cause elle-même éternelle, immatérielle, incorruptible, et fixe. Sa démonstration est la suivante :

« Si donc tout mû est nécessairement mû par quelque chose […] il faut qu'il y ait un premier moteur qui ne soit mû par autre chose […] En effet, il est impossible que la série des moteurs qui sont eux-mêmes mus par autre chose aille à l'infini, puisque dans les séries infinies il n'y a rien qui soit premier »

— Aristote, Phys., vol. VIII, no 5, 256 a 13-20.

### Caractérisation divine
C'est uniquement après avoir affirmé "que le premier moteur vit et pense et que sa vie et ses pensées sont un genre d'actualité et de plaisir" (Bradshaw), qu'Aristote en vient à qualifier ce premier moteur de « dieu »,.
Premier moteur immuable, incorruptible, il le définit comme la pensée de la pensée, c'est-à-dire comme un Être qui pense sa propre pensée. L'intelligence et l'acte d'intelligence étant une seule et même chose en Dieu : « L'Intelligence suprême se pense donc elle-même […] et sa Pensée est pensée de pensée ». Il est en ce sens une forme ou un acte sans matière qui lance l'ensemble des mouvements et qui, par la suite, actualise l'ensemble de ce qui est.
Chez Aristote, dieu ou le premier moteur est transcendant, de sorte qu'il est difficile de le décrire autrement que de façon négative, c'est-à-dire par rapport à ce que les hommes n'ont pas. Toutefois, Aristote ne l'assume pas explicitement. Pierre Aubenque note : « La négativité de la théologie est simplement rencontrée sur le mode de l'échec ; elle n'est pas acceptée par Aristote comme la réalisation de son projet qui était incontestablement de faire une théologie positive. »

## Postérité

### Scolastique
La philosophie médiévale ainsi que la théologie développées par saint Thomas d'Aquin dans sa Somme théologique (voir les Quinquae viae), ont été fortement imprégnées par la notion de premier moteur.

### Hobbes
Thomas Hobbes traite, dans le Léviathan, du premier moteur. Il écrit que « celui qui, à partir d'un effet qu'il voit se produire, raisonnerait pour découvrir sa cause prochaine et immédiate, et de là la cause de cette cause, et se prolongerait profondément dans la poursuite des causes, arriverait finalement à ceci, qu'il doit y avoir (comme même les philosophes païens l'ont avoué) un unique Premier moteur, qui est la première et éternelle cause de toutes choses, et c'est ce qu'on entend par la dénomination de Dieu ».

### Leibniz
Dans les Considération sur les principes de la vie et sur les natures plastiques (1705), Gottfried Wilhelm Leibniz admet la preuve classique d'Aristote : « Cette maxime aussi qu'il n'y a point de mouvement qui n'ait son origine d'un autre mouvement […] nous mène au premier Moteur encore, parce que la matière étant indifférente en elle-même à tout mouvement ou au repos, et possédant pourtant toujours le mouvement avec toute sa force et direction, il n'y peut y avoir été mis que par l'auteur même de la matière ».
Gottfried Wilhelm Leibniz écrit dans les Principes de la nature et de la grâce fondés en raison qu'« il faut que la raison suffisante, qui n’ait plus besoin d’une autre raison, soit hors de cette suite de choses contingentes, et se trouve dans une substance qui en soit la cause, et qui soit un être nécessaire, portant la raison de son existence avec soi ; autrement on n’aurait pas encore une raison suffisante où l’on puisse finir. Et cette dernière raison des choses est appelée Dieu ».

### Exégèse
Céline Denat offre une perspective différente sur le premier moteur, en y voyant une intention anthropologisante chez Aristote. En effet, affirme-t-elle, « Le Dieu aristotélicien, jouissant d'une vie parfaite consistant dans l'activité pure de la contemplation intelligible, constitue assurément en quelque manière pour l'homme "un idéal", le modèle d'une existence dénuée des imperfections et des limites qui nous sont propres ».